# Port lotniczy Dallas-Fort Worth
Port lotniczy Dallas-Fort Worth – międzynarodowy port lotniczy położony pomiędzy Dallas i Fort Worth, w Teksasie. Kod IATA: DFW, a kod ICAO: KDFW. W kwietniu 2019 przekroczył liczbę 70 mln pasażerów obsłużonych w ciągu 12 miesięcy. Jest główną bazą American Airlines. W 2023 skorzystały z niego blisko 82 mln pasażerów. Lotnisko obsługiwało w tym roku średnio 945 lotów dziennie i docierało do 259 portów lotniczych.

## Linie lotnicze i połączenia

### Terminal A
- American Airlines (Albuquerque, Anchorage [sezonowo], Atlanta, Austin, Baltimore/Waszyngton, Baton Rouge [sezonowo], Birmingham (AL), Boston, Burbank, Charlotte, Chicago-O’Hare, Colorado Springs, Columbus, Dayton, Denver, Detroit, Eagle/Vail, El Paso, Fayetteville (AR), Fresno, Fort Lauderdale, Fort Myers, Greensboro, Gunnison [sezonowo], Hartford/Springfield, Hayden/Steamboat Springs [sezonowo], Houston-Intercontinental, Huntsville, Indianapolis, Jackson Hole [sezonowo], Jacksonville, Kansas City, Las Vegas, Los Angeles, Louisville, McAllen, Memphis, Miami, Minneapolis/St. Paul, Mobile, Montrose [sezonowo], Nashville, Nowy Orlean, Nowy Jork-JFK, New York-LaGuardia, Newark, Norfolk, Oakland, Oklahoma City, Omaha, Ontario (CA), Orange County, Orlando, Palm Springs, Pensacola, Filadelfia, Phoenix, Portland (OR), Raleigh/Durham, Reno/Tahoe, Richmond, Sacramento, Salt Lake City, San Antonio, San Diego, San Francisco, San Jose (CA), San Juan (PR), Seattle/Tacoma, St. Louis, Tampa, Tucson, Tulsa, Waszyngton-Dulles, Waszyngton-Reagan, West Palm Beach, Wichita)

### Terminal B
- American Airlines
  - American Eagle Airlines (Abilene, Alexandria, Amarillo, Baton Rouge, Cedar Rapids, Champaign/Urbana, Charleston (SC), Charlotte, Chattanooga, Cincinnati, Cleveland, College Station, Columbia (SC), Columbus, Corpus Christi, Dayton, Des Moines, Detroit, Evansville, Fayetteville (AR), Flint, Fort Smith, Fort Walton Beach, Fort Wayne, Grand Junction [od 7 kwietnia], Grand Rapids, Greensboro, Greenville (SC), Gulfport/Biloxi, Harrisburg, Houston-Hobby, Houston-Intercontinental, Jackson, Killeen, Knoxville, Lafayette, Laredo, Lawton, Lexington, Little Rock, Longview, Louisville, Lubbock, Madison, McAllen/Mission, Memphis, Midland-Odessa, Milwaukee, Minneapolis/St. Paul, Moline/Quad Cities, Monroe (LA), Montrose [sezonowo], Oklahoma City, Peoria, Pittsburgh, Rochester (NY), Roswell, San Angelo, Santa Barbara, Santa Fe, Savannah, Shreveport, Springfield (MO), Syracuse, Texarkana, Tulsa, Tyler, Waco, Wichita, Wichita Falls)
- United Airlines (Chicago-O’Hare, Denver, San Francisco, Waszyngton-Dulles)
  - United Express obsługiwane przez Shuttle America (Chicago-O’Hare, Denver)
  - United Express obsługiwane przez SkyWest (Los Angeles)

### Terminal C
- American Airlines (Patrz Terminal A)

### Terminal D
- Air Canada (Toronto-Pearson)
- Air France (Paryż Roissy-Charles de Gaulle [od 31 marca 2019][4])
- American Airlines (Międzynarodowe) (krajowe (patrz Terminal A)) (Acapulco [sezonowo], Belize City, Buenos Aires-Ezeiza, Cabo San Lucas, Calgary, Cancún, Caracas, Cozumel, Frankfurt, Guadalajara, Gwatemala, Honolulu, Ixtapa/Zihuatanejo [sezonowo], Kahului, León, Liberia [sezonowo], Londyn-Gatwick, Londyn-Heathrow [od 30 marca], Meksyk, Montego Bay [sezonowo], Monterrey, Montréal, Nassau, Panama [sezonowo], Paryż-Charles de Gaulle, Providenciales [sezonowo], Puerto Vallarta, San José (CR), San Juan (PR), Santiago, São Paulo-Guarulhos, Tokio-Narita, Toronto-Pearson, Vancouver)
  - American Eagle Airlines (Aguascalientes, Chihuahua, Guadalajara, León, Monterrey, Nassau, San Luis Potosí, Torreón)
- British Airways (Londyn-Heathrow)
- Champion Air (Cancún, Cozumel, Las Vegas, Montego Bay, Puerto Vallarta) [czartery]
- KLM (Amsterdam)
- Korean Air (Seul-Incheon)
- Lufthansa (Frankfurt)
- Mexicana (Meksyk)
- Sun Country Airlines (Anchorage [sezonowo], Cancún, Cozumel [sezonowo], Laughlin [sezonowo], Minneapolis/St. Paul, Montego Bay [sezonowo], Puerto Vallarta [sezonowo])
- TACA (San Salvador)

### Terminal E
- AirTran Airways (Atlanta, Orlando)
- Alaska Airlines (Seattle/Tacoma)
- ATA Airlines (Chicago-Midway)
- Continental Airlines (Cleveland, Houston-Intercontinental, Newark)
  - Continental Express obsługiwane przez ExpressJet Airlines (Cleveland, Houston-Intercontinental)
- Delta Air Lines (Atlanta, Salt Lake City)
  - Delta Connection obsługiwane przez Atlantic Southeast Airlines (Atlanta)
  - Delta Connection obsługiwane przez Comair (Cincinnati, Nowy Jork-JFK)
  - Delta Connection obsługiwane przez Freedom Airlines (Nowy Jork-JFK)
  - Delta Connection obsługiwane przez SkyWest (Salt Lake City)
- Frontier Airlines (Denver, Mazatlán [sezonowo])
- Mesa Airlines
  - Mesa Airlines obsługiwane przez Air Midwest (El Dorado, Hot Springs, Joplin)
- Midwest Airlines (Milwaukee)
- Northwest Airlines (Detroit, Memphis, Minneapolis/St. Paul)
  - Northwest Airlink obsługiwane przez Compass Airlines (North America) (Minneapolis/St. Paul)
  - Northwest Airlink obsługiwane przez Mesaba Airlines (Minneapolis/St. Paul)
  - Northwest Airlink obsługiwane przez Pinnacle Airlines (Memphis, Minneapolis/St. Paul)
- Southern Skyways (Victoria (TX)) [begins April 7]
- US Airways (Charlotte, Las Vegas, Filadelfia, Phoenix)
  - US Airways Express obsługiwane przez Mesa Airlines (Phoenix)
  - US Airways Express obsługiwane przez Republic Airlines (Filadelfia, Waszyngton-Reagan)